# Rôney Nemer
Rôney Nemer (Viçosa (Minas Gerais), 8 de fevereiro de 1963) é um servidor público e político brasileiro atualmente filiado ao Partido Progressista (PP).
Rôney Nemer foi candidato a deputado Federal pelo Distrito Federal pelo Partido do Movimento Democrático Brasileiro e foi eleito com 82 594 votos, representando 5.68%

## Bancada
- Bancada evangélica[2]
- Bancada ruralista[2]
- Defesa da exploração privada do petróleo[2]
- Defesa dos povos indígenos[2]
- Contra o aborto[2]
- Defesa dos direitos humanos[2]
- Defesa da igualdade racial[2]
- Frente ambientalista[2]
- Apoio ao parlamentarismo[2]
- Contra o porte de armas[2]
- Frente municipalista[2]

## Citação
Teve seu nome citado na denominada "Operação Caixa de Pandora", que investigou a possível existência de pagamento de propina por parte do então governador José Roberto Arruda à base aliada na Câmara Legislativa. Posteriormente, Durval Barbosa, delator da Operação Caixa de Pandora, disse durante a audiência no Tribunal de Justiça do Distrito Federal e dos Territórios (TJDFT) que nunca entregou dinheiro a Nemer e que o único contato que teve com ele foi para empregar um irmão do deputado. "Sempre o tive como exemplo de seriedade, lealdade e religiosidade", ressalta Barbosa.

### Condenação por improbidade
Em 19 de novembro de 2014, Rôney Nemer foi condenado por unanimidade pela 3ª Turma Cível do Tribunal de Justiça do Distrito Federal e dos Territórios (TJDFT) por improbidade administrativa por envolvimento no chamado Mensalão do DEM, esquema criminoso de pagamento de propina a autoridades políticas do DF entre 2006 e 2009.

### Atuação parlamentar
Foi eleito deputado federal em 2014, para a 55.ª legislatura (2015-2019). 
Em 2017, votou a favor do Processo de impeachment de Dilma Rousseff. Posteriormente, votou contra a PEC do Teto dos Gastos Públicos e também contra a Reforma Trabalhista.  Em agosto de 2017 se ausentou na votação do processo em que se pedia abertura de investigação do então Presidente Michel Temer, ajudando a arquivar a denúncia do Ministério Público Federal.